# Dontell Jefferson
Dontell Jefferson (Lithonia, Georgia, 15 de diciembre de 1983) es un jugador de baloncesto estadounidense que actualmente juega en el Al-Ahli Doha catarí. Mide 1,96 metros de estatura y juega en la posición de base.

## Trayectoria deportiva

### Universidad
Pasó dos años en el Atlanta Metropolitan Junior College, en los que promedió 16,4 puntos, 6,7 rebotes, 9,2 asistencias y 3,4 robos de balón, siendo transferido posteriormente a los Razorbacks de la Universidad de Arkansas, donde jugó dos temporadas en las que promedió 3,6 puntos y 3,3 asistencias por partido.

### Profesional
Tras no ser elegido en el Draft de la NBA de 2006, fue seleccionado en la quinta ronda del Draft de la NBA Development League por los Dakota Wizards, donde en su primera temporada ganó el campeonato de liga, spuerando en las finales a Colorado 14ers, promediando 9,3 puntos y 3,7 asistencias por partido.
Tras una temporada más en los Wizards, fichó por los Barons LMT de la liga de Letonia, donde jugó 15 partidos en los que promedió 8,3 puntos y 3,5 rebotes. Regresa posteriormente a su país, y tras probar con Los Angeles Clippers, es traspasado a los Utah Flash, donde se convierte en uno de los jugadores más destacados del equipo, promediando 18,2 puntos y 5,4 asistencias por partido, siendo incluido en el tercer Mejor quinteto de la NBA D-League.
En marzo de 2009 firma por diez días con los Charlotte Bobcats de la NBA, con los que disputa 6 partidos en los que promedia 4,8 puntos y 2,0 rebotes. Regresa posteriormente a los Flash, pero una lesión le hace permaneces 6 meses alejado de las pistas. en noviembre de 2010 ficha por los Idaho Stampede, pero una nueva lesión le hace perderse prácticamente toda la temporada. Al año siguiente es traspasado a Sioux Falls Skyforce, pero es cortado en el mes de enero.

## Estadísticas de su carrera en la NBA

### Temporada regular
| Año     | Equipo    | PJ | PT | MPP  | %TC  | %3P  | %TL  | RPP | APP | ROB | TPP | PPP |
| ------- | --------- | -- | -- | ---- | ---- | ---- | ---- | --- | --- | --- | --- | --- |
| 2008–09 | Charlotte | 6  | 0  | 14.0 | .500 | .500 | .667 | 2.0 | 1.5 | .7  | .2  | 4.8 |
| Total   |           | 6  | 0  | 14.0 | .500 | .500 | .667 | 2.0 | 1.5 | .7  | .2  | 4.8 |